# Mikaël Brageot
Mikaël Brageot (* 31. Juli 1987 in Villeneuve-sur-Lot, Frankreich) ist ein französischer Kunstflugpilot, der aktuell in der Red Bull Air Race Weltmeisterschaft startet.

## Karriere

### Anfänge
Im Alter von 12 saß Brageot das erste Mal in einem Cockpit, als ihn sein Großvater auf ein örtliches Flugfeld zu einer Flugstunde mitnahm. Neun Jahre später, im Alter von 21, wurde Brageot in das französische Nationalteam berufen.

### Wettbewerbskunstflug

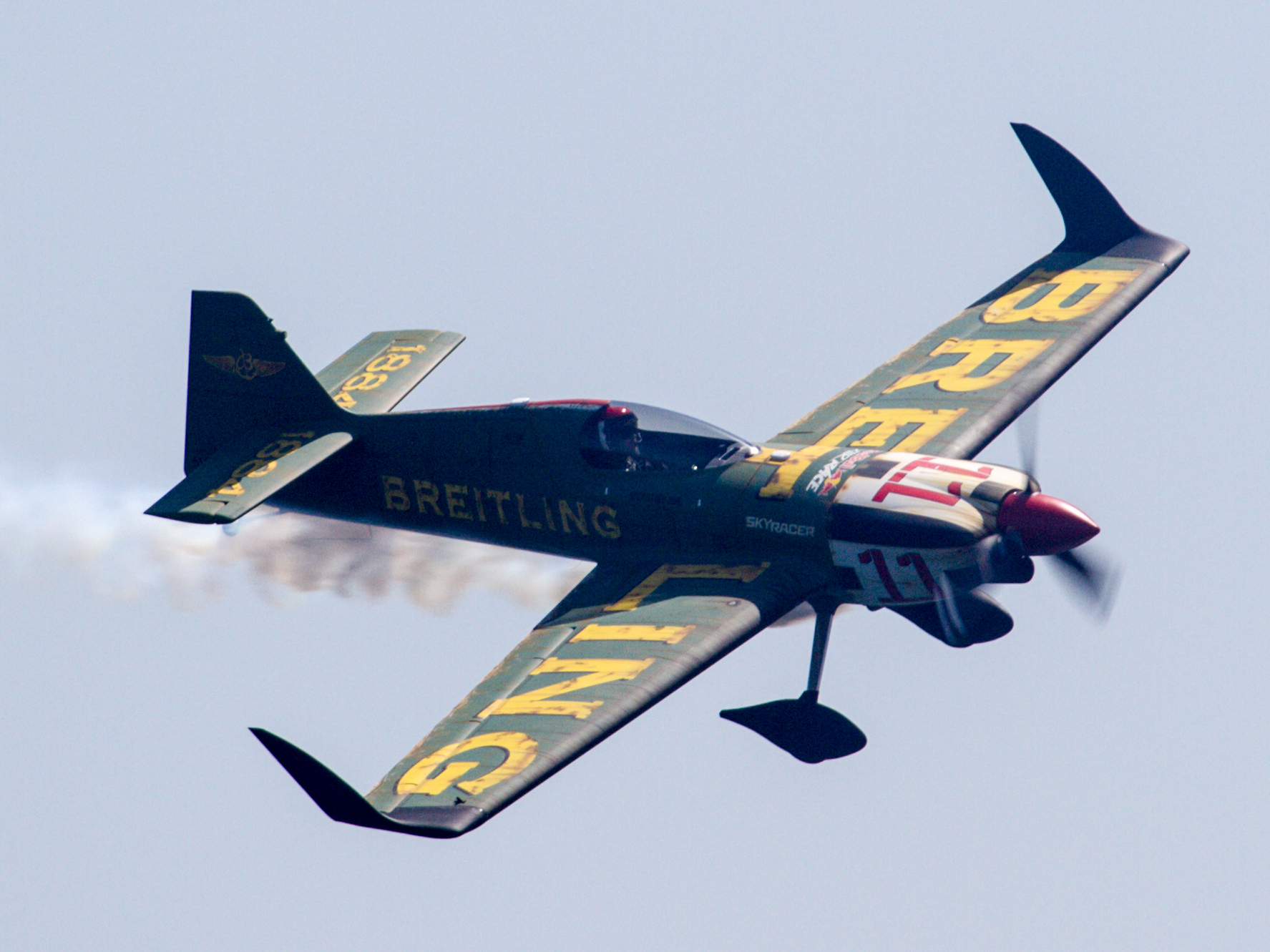
MXS-R von Mikaël Brageot beim Red Bull Air Race 2017 in Chiba

Brageot arbeitete von 2008 bis 2012 als Fluglehrer in Villeneuve, flog nebenher aber auf internationalen Kunstflugwettbewerben. 2012 wurde er zum Full-Time-Kunstflieger. Brageot gewann Silbermedaillen im French Cup 2003 und 2004. Im Jahr 2006 belegte er den dritten Platz bei den französischen Meisterschaften. 
2014 wurde er für den Challenger Cup des Red Bull Air Race ausgewählt und gewann diesen Wettbewerb in seiner zweiten Saison. 2016 wurde er als Protegé von Nigel Lamb in die Hochgeschwindigkeitsakrobatik auf geringer Höhe eingeführt. Brageot übernahm in der Saison 2017 Nigel Lambs Flugzeug.

## Erfolge

### Red Bull Air Race Weltmeisterschaft

#### Challenger Class
| Jahr | 1  | 2     | 3        | 4     | 5                      | 6  | 7  | 8 | Punkte | Siege | Rang |
| ---- | -- | ----- | -------- | ----- | ---------------------- | -- | -- | - | ------ | ----- | ---- |
| 2014 | 6. | 4.    | Malaysia | Polen | Vereinigtes Konigreich | 1. | 3. |   | 20     | 1     | 5.   |
| 2015 | 3. | Japan | 2.       | 2.    | Vereinigtes Konigreich | 1. | 1. |   | 28     | 2     | 1.   |

#### Master Class
| Jahr | 1  | 2   | 3   | 4  | 5   | 6  | 7  | 8  | Punkte | Siege | Rang |
| ---- | -- | --- | --- | -- | --- | -- | -- | -- | ------ | ----- | ---- |
| 2017 | 9. | 13. | 9.  | 6. | 12. | 5. | 7. | 6. | 20     | 0     | 10.  |
| 2018 | 8. | 5.  | 5.  | 2. | 12. | 4. | 9. | 6. | 41     | 0     | 4.   |
| 2019 | 7. | 8.  | 10. | 6. |     |    |    |    | 44     | 0     | 8.   |

(Legende: CAN = Abgesagt; DNP = Nicht teilgenommen; DNS = Nicht gestartet; DSQ = Disqualifiziert)